# Kurhessisches Jäger-Bataillon Nr. 11
|  | Dieser Artikel oder Abschnitt wurde wegen inhaltlicher Mängel auf der Qualitätssicherungsseite der Redaktion Geschichte eingetragen (dort auch Hinweise zur Abarbeitung dieses Wartungsbausteins). Dies geschieht, um die Qualität der Artikel im Themengebiet Geschichte auf ein akzeptables Niveau zu bringen. Dabei werden Artikel gelöscht, die nicht signifikant verbessert werden können. Bitte hilf mit, die Mängel dieses Artikels zu beseitigen, und beteilige dich bitte an der Diskussion! |

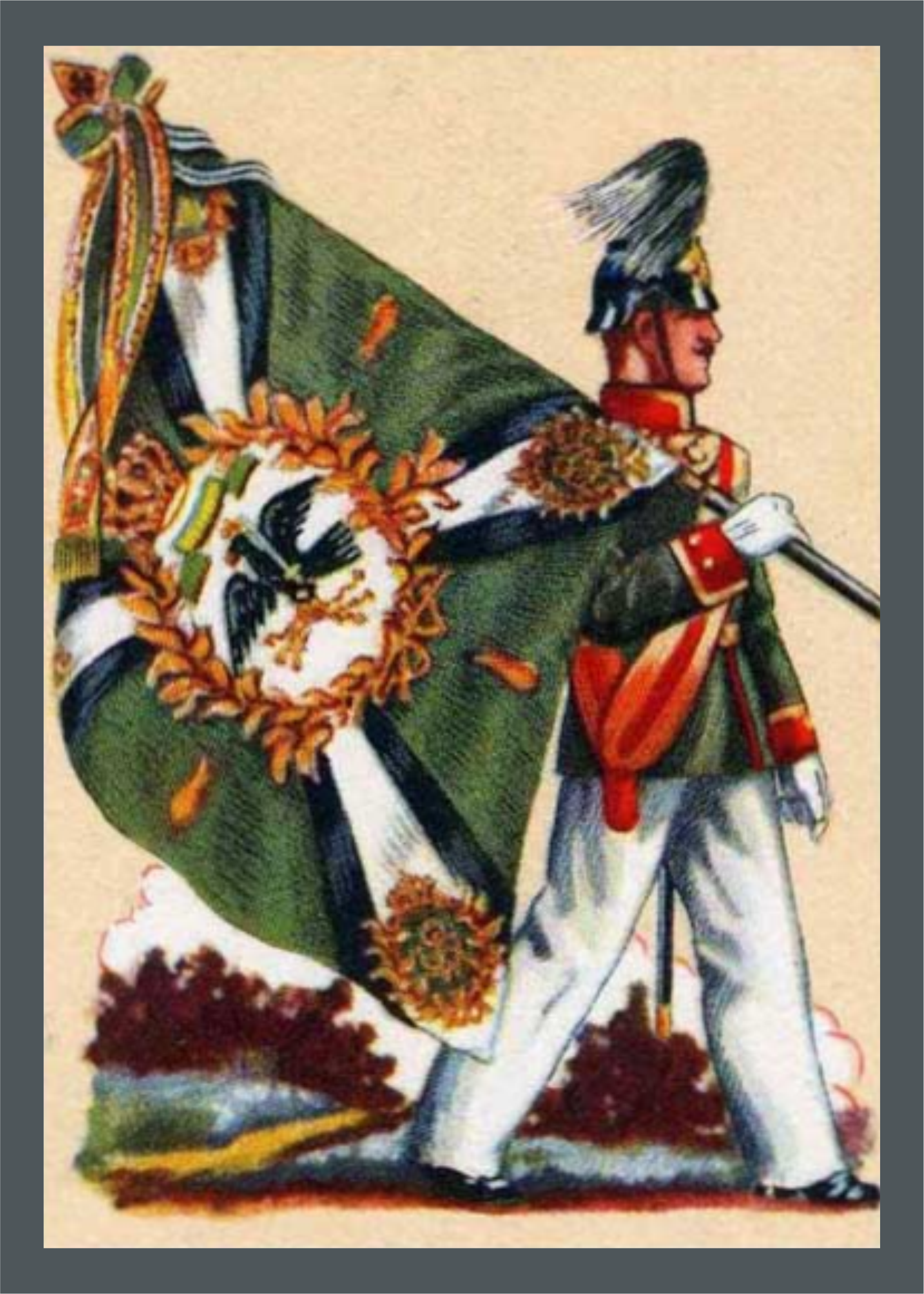
Fahne und Fahnenträger des Kurhessischen Jäger-Bataillons Nr. 11 um 1900

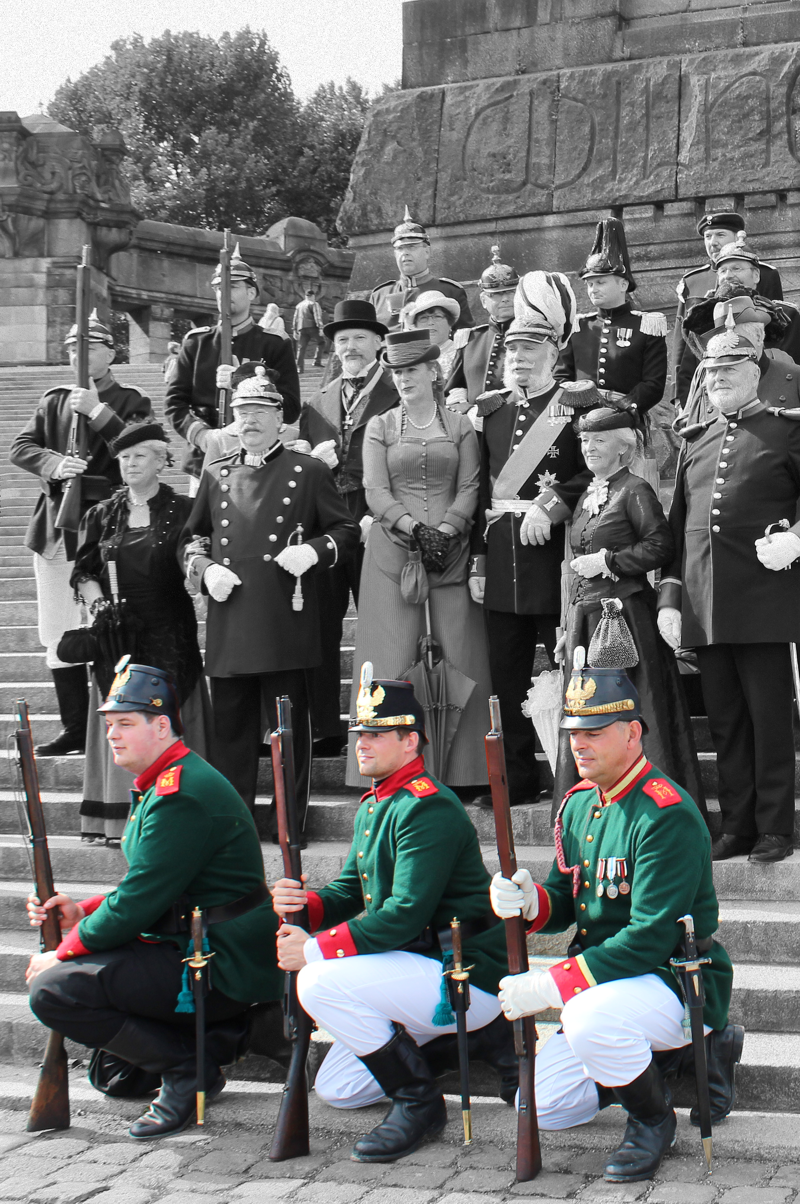
Darsteller in Uniformen der Marburger Jäger um 1900 im Rahmen des Preußentages der Bundesgartenschau 2011 in Koblenz (am Deutschen Eck)

Das Kurhessische Jäger-Bataillon Nr. 11 war von 1866 bis 1919 ein Verband der Preußischen Armee. Der letzte Friedensstandort des Bataillons war Marburg.
Nach dem Deutschen Krieg von 1866 wurde das Kurfürstentum Hessen von Preußen annektiert und die kurhessischen Regimenter in die Preußische Armee eingegliedert.

## Geschichte
Die hessischen Jäger gelten, aufgrund der Ersterwähnung von 1631, als der älteste Jägerverband in einer deutschen Armee. Altpreußen übernahm, nach dem hessischen Vorbild, später das Konzept der hessischen Jägertruppe, die sich überwiegend aus ausgebildeten Forstleuten und Berufsjägern rekrutierte. Im Gegensatz zu den mit Musketen ausgestatteten Linienregimentern, waren die Jäger meist mit ihren eigenen, präzise schießenden Büchsen, mit gezogenem Lauf, ausgestattet. Die Berufsjäger und Förster, welche den Kern der Einheiten stellten, entstammten überwiegend Familien, welche über Generationen in direktem herrschaftlichen Dienst standen, waren also staatsnahe Landeskinder und es von berufswegen her auch gewohnt, sich in unbekanntem Gelände frei zu bewegen und zu orientieren. Die Jägereinheiten operierten häufig als Kundschafter, Kuriere, Scharfschützen und Plänkler und im militärischen Ordnungsdienst. Ihre von den Linienregimentern abweichende Einsatztaktik- und Kampfweise nahm die modernen Auftragstaktik vorweg.

### Deutsch-Französischer Krieg
Der Gefechtskalender des 11. Jägerbataillons enthält folgende Schlachten und Gefechte:
- 4. August 1870: Schlacht bei Weißenburg
- 6. August 1870: Schlacht bei Wörth
- Beschießung von Pfalzburg
- 1. September 1870: Schlacht bei Sedan
- Ausfallgefecht am Mont Mesly bei Le Val und Notre Dame de Clamart
- 19. September 1870 bis 28. Januar 1871: Einschließung und Belagerung von Paris.

Nach der Besetzung von Paris am 1. März 1871 wurden die deutschen Truppen in den Vororten stationiert. Nach dem offiziellen Kriegsende am 10. Mai 1871 unterstützte das Marburger Jäger-Bataillon vom 21. bis 30. Mai die französischen Regierungstruppen bei der Niederschlagung der Pariser Kommune, indem es die aus der Stadt fliehenden Männer, Frauen und Kinder an der Flucht hinderte.
Zum 1. April 1882 wurde das Bataillon nach Hagenau, wo es das dortige Lauenburgische Jäger-Bataillon Nr. 9 ersetzte, verlegt. Als an die Stelle des Jägerbataillons 1887 das neuformierte Infanterie-Regiment Nr. 137 (3 Bataillone) trat, fehlten für die Bataillone II. und III. vor Ort entsprechende Kasernen und sie wurden vorerst in Straßburg untergebracht. Als die 1890 begonnenen Kasernen fertiggestellt waren, siedelten jene nach Hagenau über.

### Erster Weltkrieg
Italien gehörte nicht zu den Mittelmächten und war später sogar Kriegsgegner. Deshalb wurde zu Beginn des Weltkrieges das Bildnis der Königin Margaretha von Italien, der nominellen Chefin des Bataillons, mit einem schwarzen Tuch verhängt. Dieses Bildnis hing im Offizierskasino der Marburger Jäger und ist bis heute erhalten. Es befindet sich in Besitz der Kameradschaft Marburger Jäger. Außerdem legten die Jäger die Schulterklappen mit dem „M“ und der italienischen Krone ab und trugen während des Weltkrieges einfache Schulterklappen mit der Nummer „11“.
Der Gefechtskalender des Bataillons enthält folgende Schlachten und Gefechte:

#### 1914
- 1. August --- Erster Mobilmachungstag
- 14. bis 20. August --- Aufklärungsgefechte und gewaltsame Erkundung der feindlichen Stellungen bei Dinant
- 15. bis 18. August --- Gefecht bei Dinant
- 23. bis 24. August --- Beteiligung am Massaker von Dinant
  - 23. August --- Gefecht bei Houy – Leffe
- 24. bis 27. August --- Eingreifen der 3. Armee in den Kampf der 2. Armee bei Namm in Richtung Mettet – Philippeville und anschließende Verfolgung in südwestlicher Richtung bis an die Sormonne.
  - 25. August --- Gefecht bei Mariembourg
  - 26. August --- Gefecht bei Rocroi
- 27. bis 30. August --- Schlacht an der Maas und Verfolgung bis an die Aisne
  - 27. August --- Gefecht bei Tremblois
  - 29. August --- Gefecht bei Novion Porcien
  - 30. August --- Gefecht bei Rethel – Schlacht an der Aisne und Verfolgung bis an die Marne
- 31. August bis 5. September --- Gefecht bei Menil-Anncelles
  - 1. September --- Gefecht bei Pauvre
  - 3. September --- Gefecht bei Mourmelen – le Petit
  - 3. bis 4. September --- Gefecht in der Nacht bei Livry
- 6. bis 11. September --- Schlacht an der Marne
  - 7. September --- Gefechte bei Sompuis
  - 11. September --- Gefecht bei Bussy-Lettres
- 15. September bis 5. Oktober --- Kämpfe bei Reims
- ab 25. Dezember --- bei Richebourg Avone

#### 1915
- bis 6. März --- bei Richebourg Avone
- 7. bis 9. März --- bei Neuve-Chapelle
- 10. bis 14. März --- Schlacht bei Neuve-Chapelle
- 20. März bis 8. Mai --- Stellungskämpfe in Französisch-Flandern bei Auchy-chez-la-Bassée
- 7. Mai bis 23. Juli --- Schlacht bei La Bassée
- 24. Juli bis 24. September --- Stellungskämpfe in Französisch-Flandern bei Auchy-chez-la-Bassée
- 25. September bis 13. Oktober --- Herbstschlacht bei La Bassée

#### 1916
- Juli --- Verlegung des Bataillons an die Karpathenfront
- August --- Kämpfe im Ludowa-Gebiet und Gefecht bei Skupowa
- 19. August --- Erstürmung von Kreta und Stepanski
- 1. bis 30. September --- Septemberschlacht in den Karpathen
- ab 1. Oktober --- Stellungskämpfe in den Waldkarpathen – Smotrezhöhe und Staijki

#### 1917
- bis 24. Juli --- Stellungskämpfe in den Waldkarpathen – Smotrezhöhe und Staijki
- 25. Juli bis 10. August --- Befreiung der Bukowina – Gefechte im Czeremosztal, bei Mihowa, bei Moldauisch Banilla und Augustendorf
- 11. August bis 16. September --- Stellungskämpfe im Osten der Bukowina
- 16. bis 23. Oktober --- Stellungskämpfe am Isonzo
- 24. bis 27. Oktober --- Durchbruch durch die Julischen Alpen – Erstürmung der Jeza und der Höhe La Lima
- 28. Oktober bis 3. November --- Schlacht bei Udine
- 4. bis 11. November --- Verfolgungskämpfe vom Tagliamento bis zur Piave
- 12. November bis 2. Dezember --- Stellungskämpfe an der unteren Piave
- 3. bis 31. Dezember --- Kämpfe in den Venezianischen Alpen – Erstürmung des Monte Valderoa und Gefecht am Monte Fontana-Secca

#### 1918
- 12. bis 28. März --- Stellungskämpfe in Lothringen
- 29. März bis 6. April --- Große Schlacht in Frankreich
- 6. April bis 20. Mai --- Kämpfe an der Ancre, Somme und Avre
- 15. bis 19. Juli --- Übergang über die Marne
- 20. Juli bis 5. August --- Rückzug zur Vesle
- 21. August bis 24. September --- Stellungskämpfe in der Champagne
- 25. September bis 6. Oktober --- Abwehrschlacht in der Champagne
- 21. Oktober bis 3. November --- Stellungskämpfe am Sambre-Oise-Kanal
- 4. November --- Abwehrschlacht am Sambre-Oise-Kanal
- 5. bis 11. November --- Rückzugskämpfe in Nordfrankreich

Das Bataillon verlor im Ersten Weltkrieg 37 Offiziere, 125 Oberjäger und 1030 Jäger. Vermisst werden vier Offiziere, 25 Oberjäger und 251 Jäger. Insgesamt also 1472 Mann.

## Entstehung der einzelnen Teile des Bataillons und Wechsel der Namen
- 1813–1814 Kurhessisches Bataillon gelernter Jäger
- 1814–1821 Kurhessisches Jäger-Bataillon
- 1821–1832 Kurhessisches Garde-Jäger-Bataillon
- 1832–1834 Kurhessisches 1. Schützen-Bataillon
- 1834–1866 Kurhessisches Jäger-Bataillon

- 1821–1832 Kurhessisches Füsilier-Bataillon des 2. Linien-Infanterie-Regimentes
- 1832–1834 Kurhessisches 2. Schützen-Bataillon
- 1834–1851 Kurhessisches Schützen-Bataillon
- 1851–1856 Kurhessisches Füsilier-Bataillon
- 1856–1856 Kurhessisches leichtes Infanterie-Bataillon
- 1856–1866 Kurhessisches Schützen-Bataillon

- 1856–1866 Nassauisches Jäger-Bataillon zu 5 Kompanien

- 1866–1899 Hessisches Jäger-Bataillon Nr. 11
- 1899–1919 Kurhessisches Jäger-Bataillon Nr. 11

## Organisation

### Stellung des Regiments in der Armeeorganisation 1914
- XI. Armee-Korps

### Unterstellungen des Regiments im Ersten Weltkrieg
- 3. Armee

### Chef des Bataillons
- 1897–1919 Königin Margarethe von Italien

### Kommandeure (1814 bis 1904)

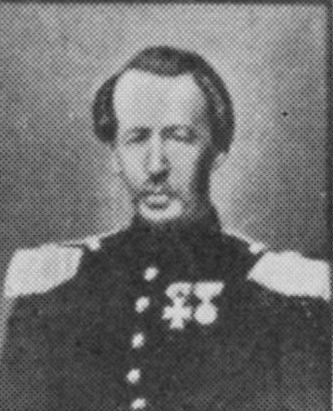
d'Orville
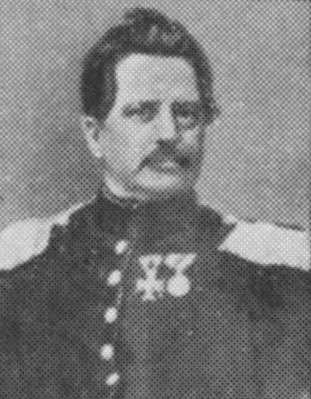
Hillebrand
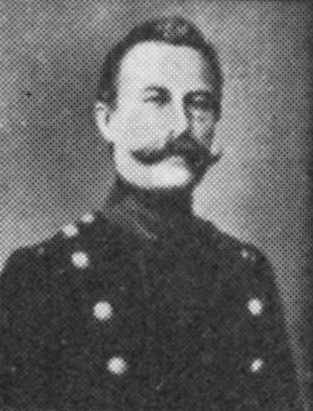
von Baumbach
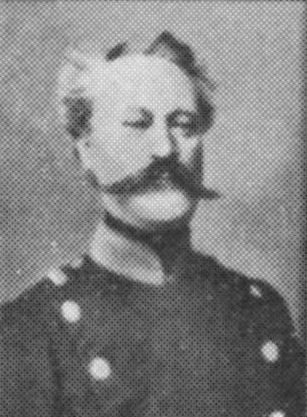
Henkel

Kurhessisches Jäger-Bataillon
- 1814 bis 1821 Ludwig Boedicker
- 1821 bis 1833 Heinrich Schmidt
- 1833 bis 1843 Georg Spangenberg
- 1843 bis 1845 Gerhard Schlarbaum
- 1845 bis 1851 Heinrich Schulz
- 1851 bis 1852 Georg von Kaltenborn-Stachau
- 1852 bis 1856 Ludwig Treusch von Buttlar
- 1856 bis 1861 Bernhard von Wangenheim
- 1861 bis 1862 Friedrich von Osterhausen
- 1862 bis 1866 Ernst Wille

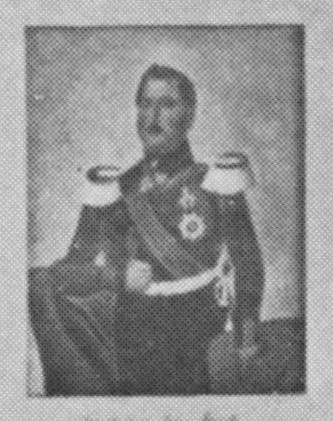
Boedicker
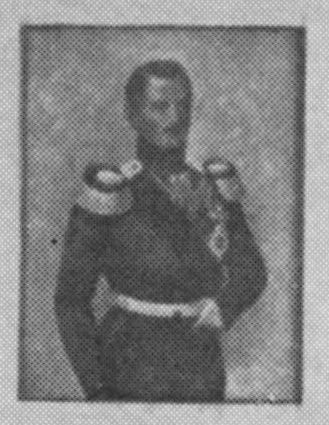
Schmidt
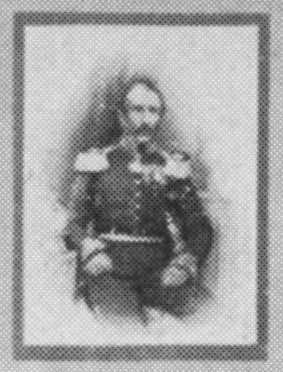
Spangenberg
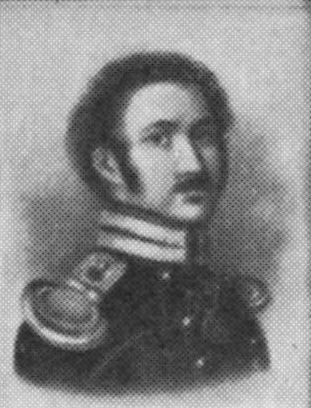
Schlarbaum
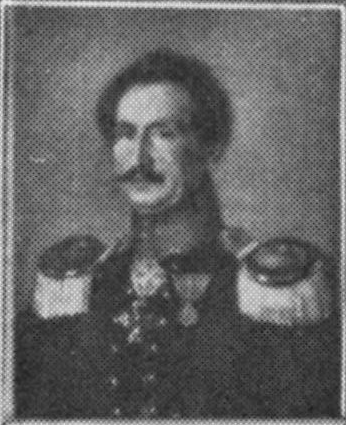
Schulz
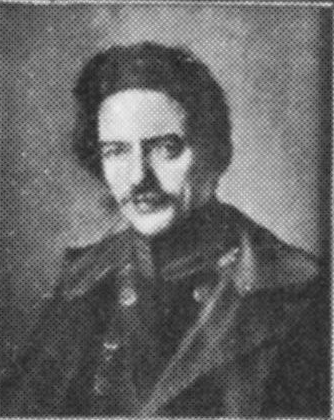
von Kaltenborn-Stachau
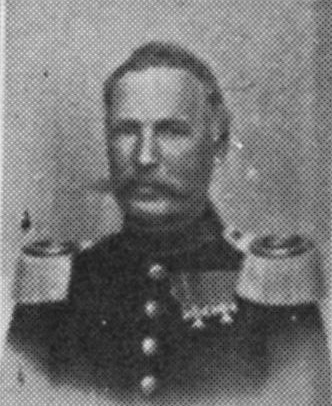
von Wangenheim
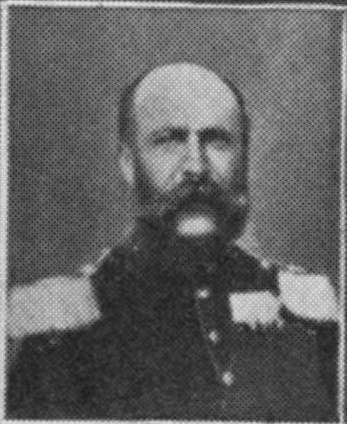
Wille

Herzoglich Nassauisches Jäger-Bataillon
- 1855 bis 1862 Franz von Holbach
- 1862 bis 1866 Carl von Hadeln

Kurhessisches Schützen-Bataillon
- 1834 bis 1836 Ludwig von Berlepsch
- 1836 bis 1847 Arnold d'Orville
- 1847 bis 1850 Carl Hillebrand
- 1850 bis 1851 Friedrich von Specht
- 1851 bis 1854 Wilhelm von Baumbach
- 1854 bis 1858 Reinier von Ende
- 1858 bis 1859 Carl Henkel
- 1859 bis 1859 Ludwig von Apell
- 1859 bis 1861 Friedrich von Osterhausen
- 1861 bis 1866 August von Oeynhausen

- d'Orville
- Hillebrand
- von Baumbach
- Henkel

Kurhessisches Jäger-Bataillon Nr. 11

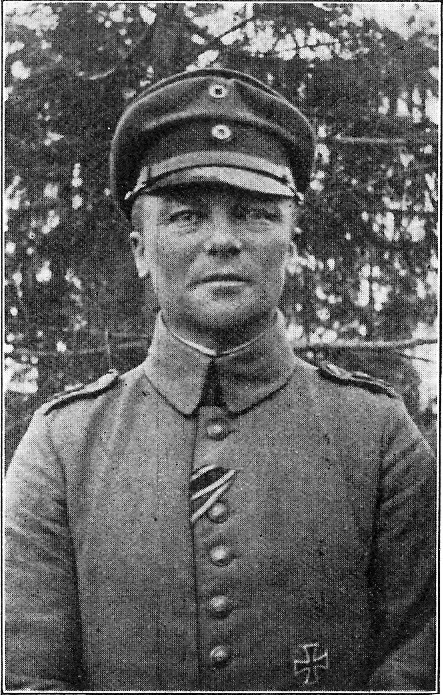
Hauptmann von Graeffendorff

- 1866 bis 1868 Moritz von Frankenfeld-Ludwigsdorf
- 1868 bis 1872 Hugo von Johnston
- 1872 bis 1880 Gustav von der Mülbe
- 1880 bis 1884 Arno Arndt
- 1884 bis 1886 Erdmann von Schweinichen
- 1886 bis 1888 Paul Kroll

- 1888 bis 1893 Georg von Bose
- 1893 bis 1894 Otto Emmich
- 1894 bis 1897 von Glümer
- 1897 bis 1904 Karl von Borries
- 1904 bis 1907 Hans von Müller

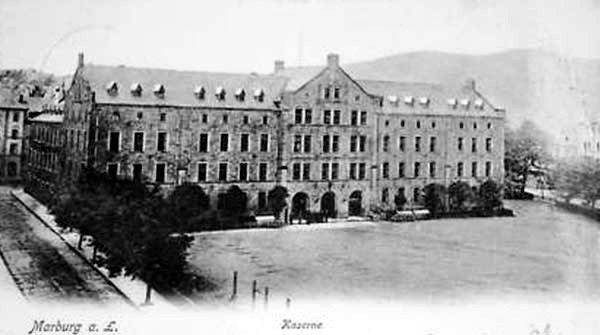
Jäger-Kaserne in Marburg, erbaut 1867–69

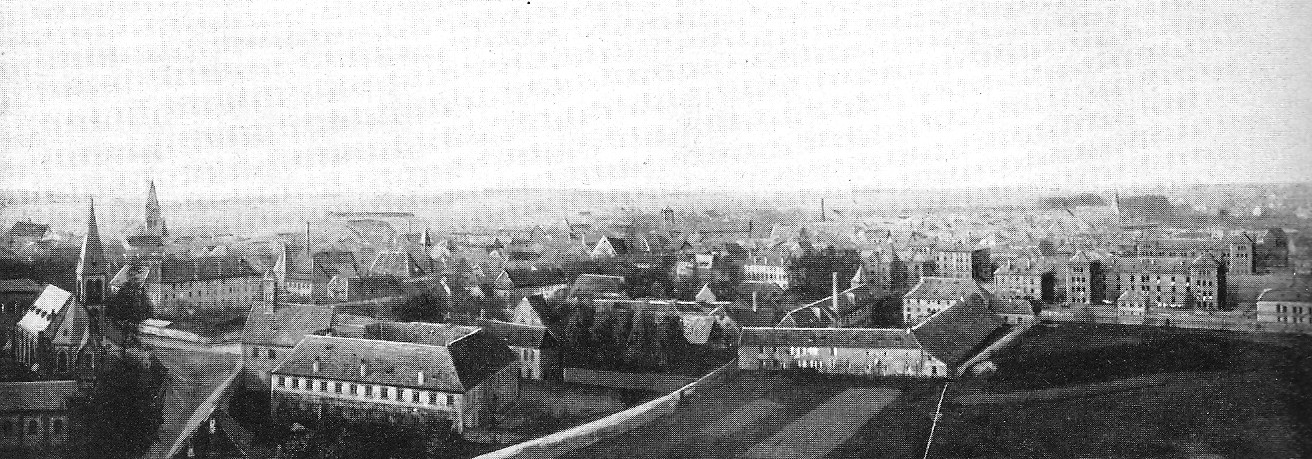
Hagenau vor 1903

- 1907 bis 1911 Friedrich Wilhelm zur Lippe
- 1911 bis 1914 Rudolf von Buttlar
- 1914 bis 1917 Max von Soden
- 1917 bis 1918 Wolff von Graeffendorff
- 1918 Hermann von Detten

### Garnisonen
- 1866: Marburg
- 1882: Hagenau
- 1887: Marburg

## Denkmäler
- Das ursprünglich auf dem Friedrichsplatz in Marburg für die Gefallenen des Deutsch-Französischen Krieges von 1870–71 errichtete Denkmal steht heute etwas abseits auf dem Ortenbergplatz. Eine Tafel erinnert auch an die Gefallenen des Ersten Weltkrieges.
- Nach dem Krieg von 1870–71 wurde auf dem Schlachtfeld von Wörth, heute in der Nähe des Ortes Morsbronn-les-Bains, am 6. August 1895 ein Denkmal für die Gefallenen der 11er Jäger eingeweiht.
- 1923 wurde für die im 1. Weltkrieg Gefallenen der Marburger Jäger im Ludwig-Schüler-Park in Marburg ein Denkmal errichtet. Angesichts der Beteiligung von Angehörigen des Bataillons etwa beim Boxeraufstand in China, dem Völkermord an den Herero und Nama in der früheren Kolonie Deutsch-Südwest-Afrika (Namibia) 1904–07 oder dem Massaker von Dinant 1914 ließ der Marburger Magistrat 2020 eine Gedenkinstallation von Heiko Hünnerkopf vor dem Kriegerdenkmal errichten.[2][3]

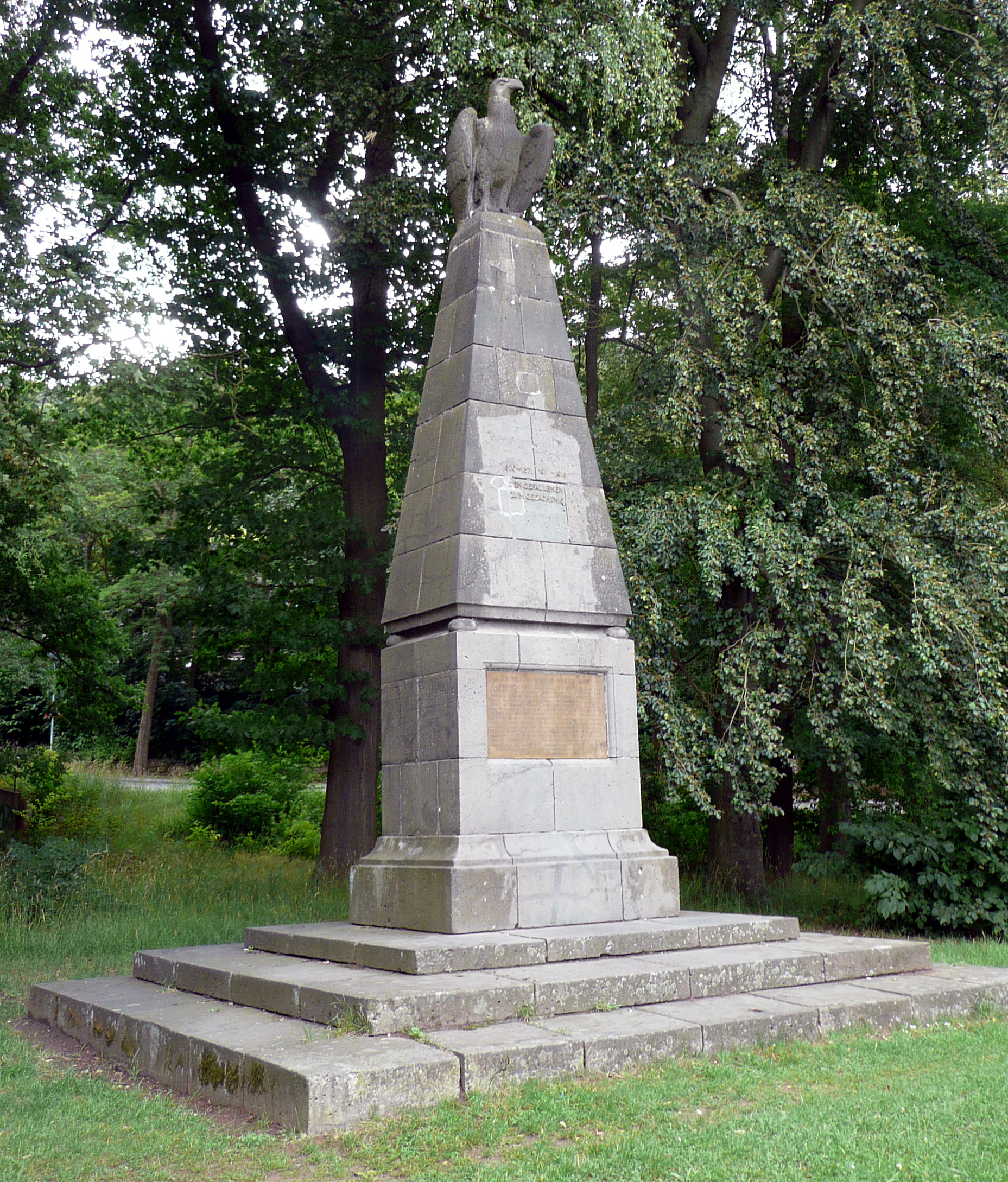
Obelisk für die Gefallenen des 11. Jäger-Bataillons von 1870–71 und 1914–1918 in Marburg
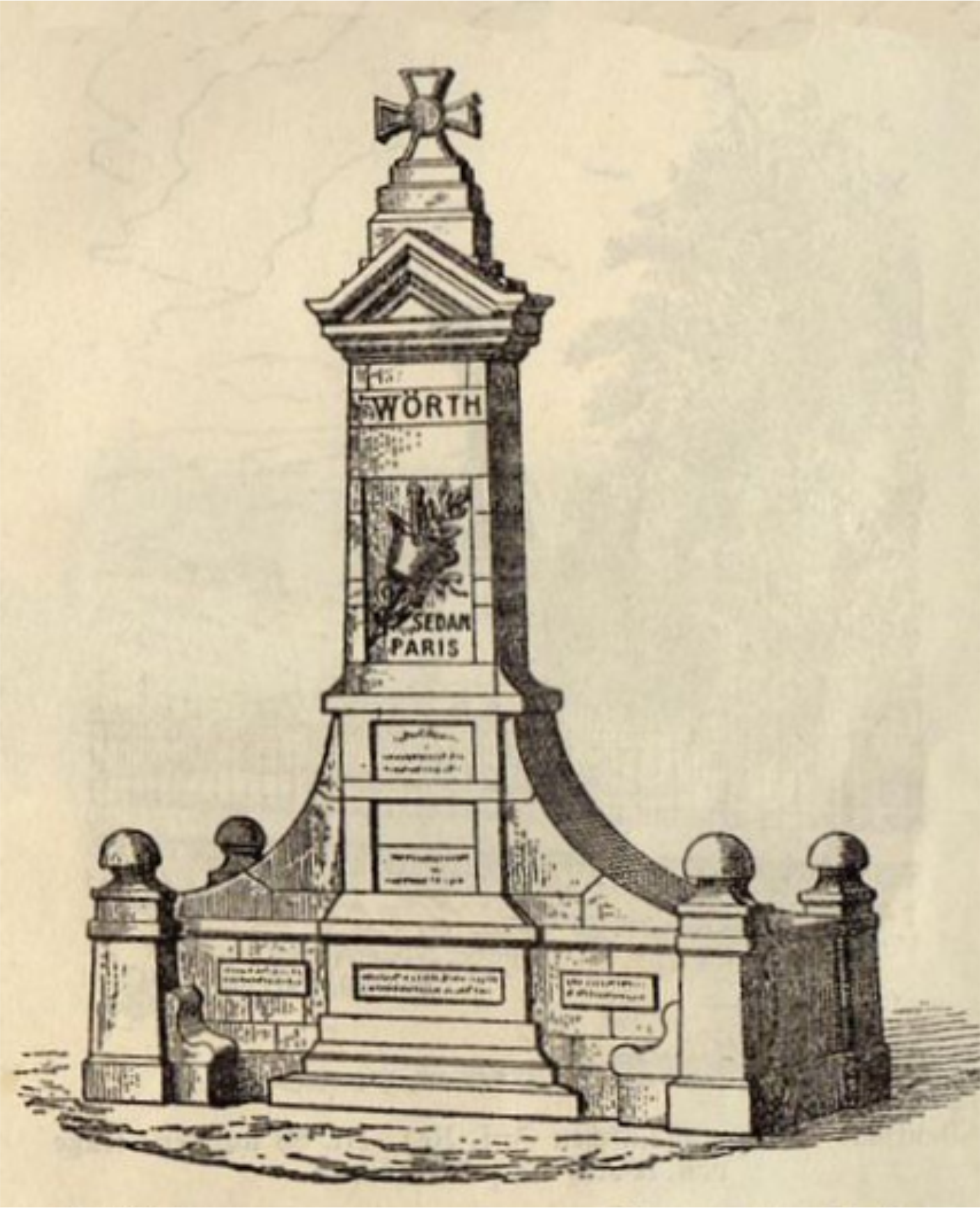
Zeitgenössische Zeichnung des Denkmals der 11er bei Morsbronn
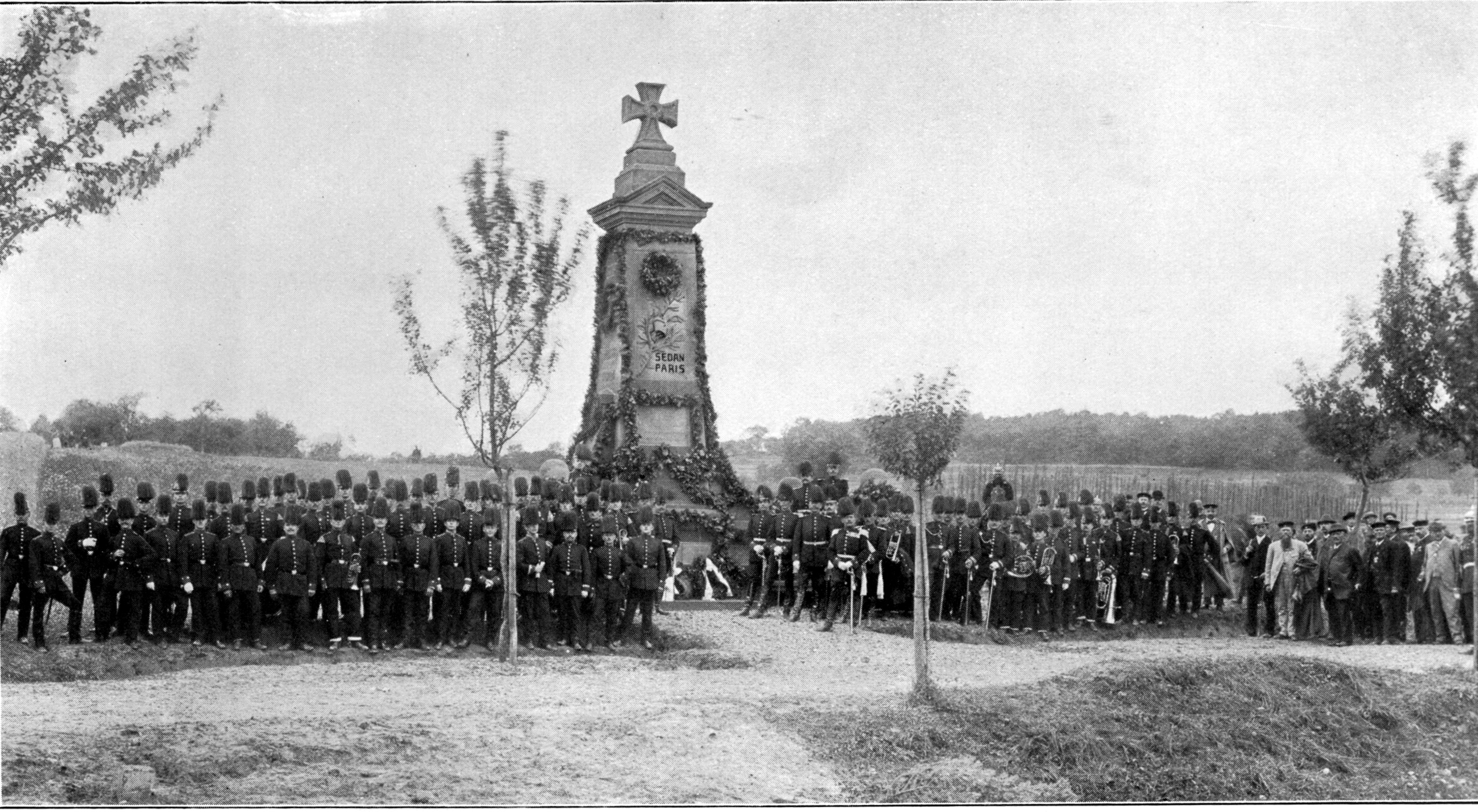
Foto der Einweihung am 6. August 1895 bei Wörth
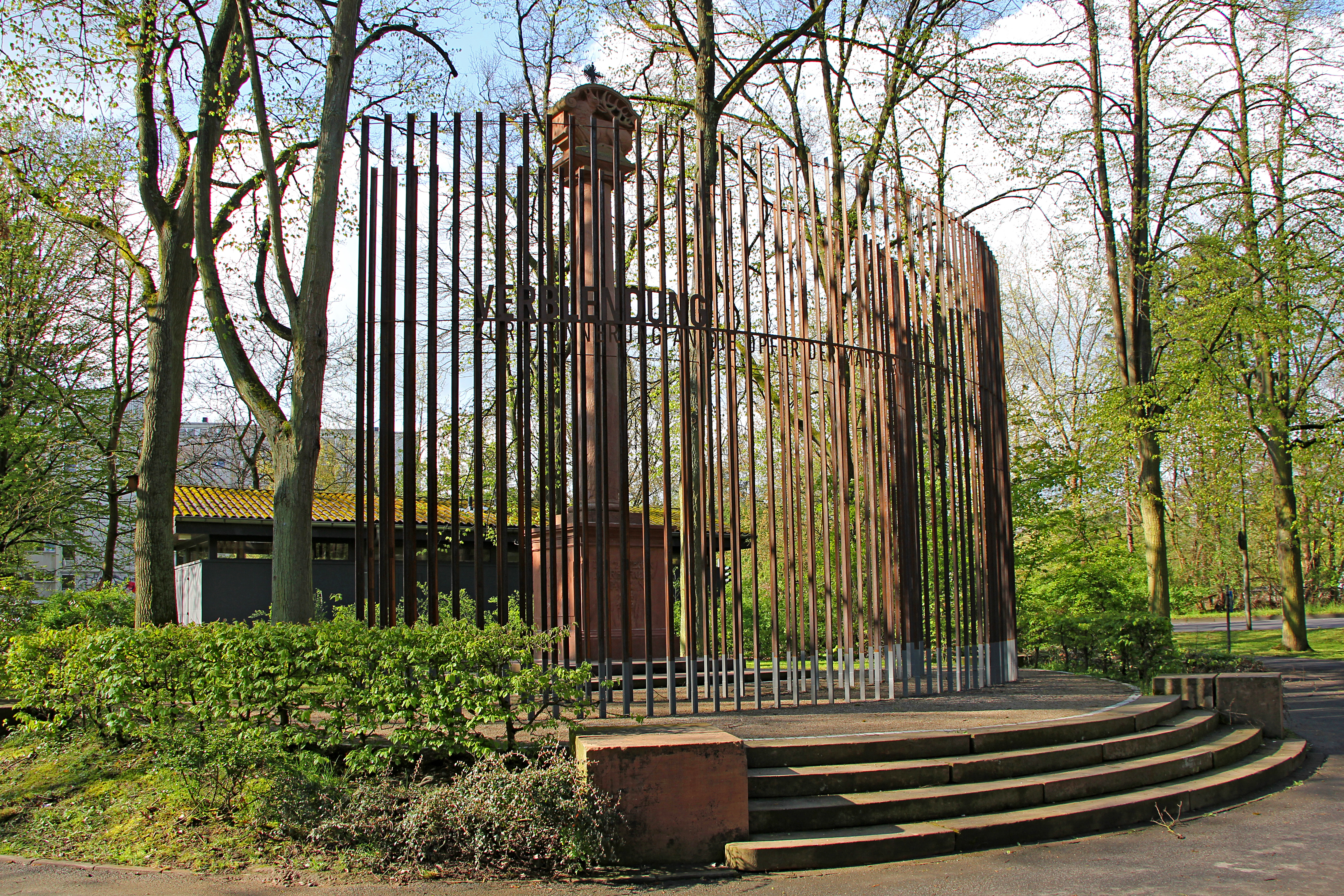
Denkmal für die Gefallenen der Marburger Jäger und ihrer Opfer